# 2020-as Formula–1 török nagydíj
A török nagydíj volt a 2020-as Formula–1 világbajnokság tizennegyedik futama, amelyet 2020. november 13. és november 15. között rendeztek meg a törökországi Isztambul Parkban, Isztambulban.
A verseny nem szerepelt az eredeti versenynaptárban, a koronavírusjárvány miatt került be utólag a törölt futamok egyikének pótlására. Török nagydíjat legutóbb 2011-ben rendeztek ezen a pályán.
Lewis Hamilton ezen a futamon megszerezte pályafutása hetedik egyéni világbajnoki címét, beállítva ezzel Michael Schumacher vonatkozó rekordját.

## Választható keverékek
| Abroncs              | Friss | Használt |
| -------------------- | ----- | -------- |
| Kemény keverék (C1)  |       |          |
| Közepes keverék (C2) |       |          |
| Lágy keverék (C3)    |       |          |
| Átmeneti esőgumi (I) |       |          |
| Teljes esőgumi (W)   |       |          |

## Szabadedzések

### Első szabadedzés
A török nagydíj első szabadedzését november 13-án, pénteken délelőtt tartották, magyar idő szerint 09:00-tól, nedves aszfaltcsíkon.
| helyezés | versenyző          | csapat/motor          | elért idő | különbség | futott kör |
| -------- | ------------------ | --------------------- | --------- | --------- | ---------- |
| 1        | Max Verstappen     | Red Bull-Honda        | 1:35,077  | −         | 29         |
| 2        | Alexander Albon    | Red Bull-Honda        | 1:35,318  | +0,241    | 27         |
| 3        | Charles Leclerc    | Ferrari               | 1:35,507  | +0,430    | 26         |
| 4        | Pierre Gasly       | AlphaTauri-Honda      | 1:35,543  | +0,466    | 26         |
| 5        | Sebastian Vettel   | Ferrari               | 1:35,620  | +0,543    | 29         |
| 6        | Danyiil Kvjat      | AlphaTauri-Honda      | 1:36,738  | +1,661    | 27         |
| 7        | Lando Norris       | McLaren-Renault       | 1:37,216  | +2,139    | 21         |
| 8        | Antonio Giovinazzi | Alfa Romeo-Ferrari    | 1:37,503  | +2,426    | 21         |
| 9        | Valtteri Bottas    | Mercedes              | 1:37,629  | +2,552    | 23         |
| 10       | Esteban Ocon       | Renault               | 1:38,428  | +3,351    | 23         |
| 11       | Nicholas Latifi    | Williams-Mercedes     | 1:38,508  | +3,431    | 18         |
| 12       | Sergio Pérez       | Racing Point-Mercedes | 1:38,612  | +3,535    | 22         |
| 13       | Lance Stroll       | Racing Point-Mercedes | 1:39,484  | +4,407    | 21         |
| 14       | Romain Grosjean    | Haas-Ferrari          | 1:40,025  | +4,948    | 25         |
| 15       | Lewis Hamilton     | Mercedes              | 1:40,225  | +5,148    | 12         |
| 16       | Kimi Räikkönen     | Alfa Romeo-Ferrari    | 1:41,035  | +5,958    | 23         |
| 17       | Kevin Magnussen    | Haas-Ferrari          | 1:41,854  | +6,777    | 21         |
| 18       | Daniel Ricciardo   | Renault               | 1:45,156  | +10,079   | 20         |
| 19       | Carlos Sainz Jr.   | McLaren-Renault       | 1:46,462  | +11,385   | 12         |
| 20       | George Russell     | Williams-Mercedes     | 1:49,256  | +14,179   | 17         |

### Második szabadedzés
A török nagydíj második szabadedzését november 13-án, pénteken délután tartották, magyar idő szerint 13:00-tól.
| helyezés | versenyző          | csapat/motor          | elért idő | különbség | futott kör |
| -------- | ------------------ | --------------------- | --------- | --------- | ---------- |
| 1        | Max Verstappen     | Red Bull-Honda        | 1:28,330  | −         | 37         |
| 2        | Charles Leclerc    | Ferrari               | 1:28,731  | +0,401    | 45         |
| 3        | Valtteri Bottas    | Mercedes              | 1:28,905  | +0,575    | 43         |
| 4        | Lewis Hamilton     | Mercedes              | 1:29,180  | +0,850    | 39         |
| 5        | Alexander Albon    | Red Bull-Honda        | 1:29,363  | +1,033    | 42         |
| 6        | Danyiil Kvjat      | AlphaTauri-Honda      | 1:29,689  | +1,359    | 43         |
| 7        | Pierre Gasly       | AlphaTauri-Honda      | 1:29,944  | +1,614    | 43         |
| 8        | Sebastian Vettel   | Ferrari               | 1:30,022  | +1,692    | 41         |
| 9        | Lance Stroll       | Racing Point-Mercedes | 1:30,297  | +1,967    | 38         |
| 10       | Lando Norris       | McLaren-Renault       | 1:30,735  | +2,405    | 39         |
| 11       | Sergio Pérez       | Racing Point-Mercedes | 1:31,104  | +2,774    | 38         |
| 12       | Esteban Ocon       | Renault               | 1:31,380  | +3,050    | 36         |
| 13       | Antonio Giovinazzi | Alfa Romeo-Ferrari    | 1:31,493  | +3,163    | 39         |
| 14       | Carlos Sainz Jr.   | McLaren-Renault       | 1:31,498  | +3,168    | 40         |
| 15       | Daniel Ricciardo   | Renault               | 1:31,660  | +3,330    | 35         |
| 16       | Kimi Räikkönen     | Alfa Romeo-Ferrari    | 1:31,932  | +3,602    | 43         |
| 17       | George Russell     | Williams-Mercedes     | 1:32,302  | +3,972    | 39         |
| 18       | Romain Grosjean    | Haas-Ferrari          | 1:32,570  | +4,240    | 33         |
| 19       | Kevin Magnussen    | Haas-Ferrari          | 1:32,807  | +4,477    | 37         |
| 20       | Nicholas Latifi    | Williams-Mercedes     | 1:33,488  | +5,158    | 40         |

### Harmadik szabadedzés
A török nagydíj harmadik szabadedzését november 14-én, szombaton délelőtt tartották, magyar idő szerint 10:00-tól, esős körülmények között.
| helyezés | versenyző          | csapat/motor          | elért idő  | különbség | futott kör |
| -------- | ------------------ | --------------------- | ---------- | --------- | ---------- |
| 1        | Max Verstappen     | Red Bull-Honda        | 1:48,485   | −         | 6          |
| 2        | Charles Leclerc    | Ferrari               | 1:49,430   | +0,945    | 9          |
| 3        | Alexander Albon    | Red Bull-Honda        | 1:50,059   | +1,574    | 5          |
| 4        | Esteban Ocon       | Renault               | 1:53,897   | +5,412    | 9          |
| 5        | Lando Norris       | McLaren-Renault       | 1:53,995   | +5,510    | 7          |
| 6        | Sebastian Vettel   | Ferrari               | 1:54,490   | +6,005    | 14         |
| 7        | Sergio Pérez       | Racing Point-Mercedes | 1:55,577   | +7,092    | 6          |
| 8        | Valtteri Bottas    | Mercedes              | 1:55,666   | +7,181    | 4          |
| 9        | Kevin Magnussen    | Haas-Ferrari          | 1:55,878   | +7,393    | 4          |
| 10       | Lance Stroll       | Racing Point-Mercedes | 1:56,824   | +8,339    | 5          |
| 11       | Daniel Ricciardo   | Renault               | 1:58,475   | +9,990    | 6          |
| 12       | Carlos Sainz Jr.   | McLaren-Renault       | 1:59,548   | +11,063   | 7          |
| 13       | Antonio Giovinazzi | Alfa Romeo-Ferrari    | 2:02,325   | +13,840   | 10         |
| 14       | Pierre Gasly       | AlphaTauri-Honda      | 2:02,473   | +13,988   | 7          |
| 15       | Romain Grosjean    | Haas-Ferrari          | 2:04,748   | +16,263   | 5          |
| 16       | Kimi Räikkönen     | Alfa Romeo-Ferrari    | 2:06,351   | +17,866   | 13         |
| 17       | Danyiil Kvjat      | AlphaTauri-Honda      | 2:09,368   | +20,883   | 8          |
| 18       | George Russell     | Williams-Mercedes     | idő nélkül | –         | 1          |
| 19       | Nicholas Latifi    | Williams-Mercedes     | idő nélkül | –         | 1          |
| 20       | Lewis Hamilton     | Mercedes              | idő nélkül | –         | 3          |

## Időmérő edzés
A török nagydíj időmérő edzését november 14-én, szombaton futották, magyar idő szerint 13:00-tól, esős körülmények között. Az edzést az időjárás miatt több mint fél órára félbe is kellett szakítani a Q1 folyamán.
| helyezés              | rajtszám | versenyző          | csapat/motor          | 1. rész  | 2. rész  | 3. rész  | rajthely | futott kör |
| --------------------- | -------- | ------------------ | --------------------- | -------- | -------- | -------- | -------- | ---------- |
| 1                     | 18       | Lance Stroll       | Racing Point-Mercedes | 2:07,467 | 1:53,372 | 1:47,765 | 1        | 22         |
| 2                     | 33       | Max Verstappen     | Red Bull-Honda        | 1:57,485 | 1:50,293 | 1:48,055 | 2        | 26         |
| 3                     | 11       | Sergio Pérez       | Racing Point-Mercedes | 2:07,614 | 1:54,097 | 1:49,321 | 3        | 21         |
| 4                     | 23       | Alexander Albon    | Red Bull-Honda        | 1:59,431 | 1:52,282 | 1:50,448 | 4        | 26         |
| 5                     | 3        | Daniel Ricciardo   | Renault               | 2:05,598 | 1:54,278 | 1:51,595 | 5        | 26         |
| 6                     | 44       | Lewis Hamilton     | Mercedes              | 2:07,599 | 1:52,709 | 1:52,560 | 6        | 23         |
| 7                     | 31       | Esteban Ocon       | Renault               | 2:06,115 | 1:53,657 | 1:52,622 | 7        | 26         |
| 8                     | 7        | Kimi Räikkönen     | Alfa Romeo-Ferrari    | 2:01,249 | 1:53,793 | 1:52,745 | 8        | 27         |
| 9                     | 77       | Valtteri Bottas    | Mercedes              | 2:07,001 | 1:53,767 | 1:53,258 | 9        | 23         |
| 10                    | 99       | Antonio Giovinazzi | Alfa Romeo-Ferrari    | 2:07,341 | 1:53,431 | 1:57,226 | 10       | 26         |
| 11                    | 4        | Lando Norris       | McLaren-Renault       | 2:07,167 | 1:54,945 |          | 14[1]    | 18         |
| 12                    | 5        | Sebastian Vettel   | Ferrari               | 2:03,356 | 1:55,169 |          | 11       | 18         |
| 13                    | 55       | Carlos Sainz Jr.   | McLaren-Renault       | 2:07,489 | 1:55,410 |          | 15[2]    | 18         |
| 14                    | 16       | Charles Leclerc    | Ferrari               | 2:04,464 | 1:56,696 |          | 12       | 18         |
| 15                    | 10       | Pierre Gasly       | AlphaTauri-Honda      | 2:05,579 | 1:58,556 |          | 19[3]    | 17         |
| 16                    | 20       | Kevin Magnussen    | Haas-Ferrari          | 2:08,007 |          |          | 13       | 10         |
| 17                    | 26       | Danyiil Kvjat      | AlphaTauri-Honda      | 2:09,070 |          |          | 16       | 8          |
| 18                    | 63       | George Russell     | Williams-Mercedes     | 2:10,017 |          |          | 20[4]    | 9          |
| 19                    | 8        | Romain Grosjean    | Haas-Ferrari          | 2:12,909 |          |          | 17       | 7          |
| 20                    | 6        | Nicholas Latifi    | Williams-Mercedes     | 2:21,611 |          |          | 18       | 9          |
| 107%-os idő: 2:05,708 |          |                    |                       |          |          |          |          |            |

Megjegyzés:
- ↑ 1:  — Lando Norris 5 rajthelyes büntetést kapott az időmérő edzést követően dupla sárga zászló figyelmen kívül hagyásáért.[7]
- ↑ 2:  — Carlos Sainz Jr. 3 rajthelyes büntetést kapott Sergio Pérez feltartásáért.[7]
- ↑ 3:  — Pierre Gasly autójában több erőforráselemet is kicseréltek, ezért a rajtrács végére sorolták hátra.[7]
- ↑ 4:  — George Russell autójában több erőforráselemet is kicseréltek, ezért a rajtrács végére sorolták hátra. Russell további 5 rajthelyes büntetést kapott sárga zászló figyelmen kívül hagyásáért.[7]

## Futam
A török nagydíj futama november 15-én, vasárnap rajtolt, magyar idő szerint 11:10-kor.
| helyezés | rajtszám | versenyző          | csapat/motor          | futott kör | idő/kiesés oka   | rajthely   | pont |
| -------- | -------- | ------------------ | --------------------- | ---------- | ---------------- | ---------- | ---- |
| 1        | 44       | Lewis Hamilton     | Mercedes              | 58         | 1:42:19,313      | 6          | 25   |
| 2        | 11       | Sergio Pérez       | Racing Point-Mercedes | 58         | +31,633          | 3          | 18   |
| 3        | 5        | Sebastian Vettel   | Ferrari               | 58         | +31,960          | 11         | 15   |
| 4        | 16       | Charles Leclerc    | Ferrari               | 58         | +33,858          | 12         | 12   |
| 5        | 55       | Carlos Sainz Jr.   | McLaren-Renault       | 58         | +34,363          | 15         | 10   |
| 6        | 33       | Max Verstappen     | Red Bull-Honda        | 58         | +44,873          | 2          | 8    |
| 7        | 23       | Alexander Albon    | Red Bull-Honda        | 58         | +46,484          | 4          | 6    |
| 8        | 4        | Lando Norris       | McLaren-Renault       | 58         | +1:01,259        | 14         | 5[5] |
| 9        | 18       | Lance Stroll       | Racing Point-Mercedes | 58         | +1:12,353        | 1          | 2    |
| 10       | 3        | Daniel Ricciardo   | Renault               | 58         | +1:35,460        | 5          | 1    |
| 11       | 31       | Esteban Ocon       | Renault               | 57         | +1 kör           | 7          |      |
| 12       | 26       | Danyiil Kvjat      | AlphaTauri-Honda      | 57         | +1 kör           | 16         |      |
| 13       | 10       | Pierre Gasly       | AlphaTauri-Honda      | 57         | +1 kör           | 19         |      |
| 14       | 77       | Valtteri Bottas    | Mercedes              | 57         | +1 kör           | 9          |      |
| 15       | 7        | Kimi Räikkönen     | Alfa Romeo-Ferrari    | 57         | +1 kör           | 8          |      |
| 16       | 63       | George Russell     | Williams-Mercedes     | 57         | +1 kör           | boxutca[6] |      |
| 17[7]    | 20       | Kevin Magnussen    | Haas-Ferrari          | 55         | fékek            | 13         |      |
| ki       | 8        | Romain Grosjean    | Haas-Ferrari          | 49         | baleseti sérülés | 17         |      |
| ki       | 6        | Nicholas Latifi    | Williams-Mercedes     | 39         | baleseti sérülés | boxutca[6] |      |
| ki       | 99       | Antonio Giovinazzi | Alfa Romeo-Ferrari    | 11         | sebességváltó    | 10         |      |

Megjegyzés:
- ↑ 5:  — Lando Norris a helyezéséért járó pontok mellett a versenyben futott leggyorsabb körért további 1 pontot szerzett.
- ↑ 6:  — Nicholas Latifi és George Russell a boxutcából rajtoltak el, a 18. és a 20. rajtkocka üresen maradt a rajtrácson.
- ↑ 7:  — Kevin Magnussen nem ért célba, de helyezését értékelték, mert a versenytáv több, mint 90%-át teljesítette.

## A világbajnokság állása a verseny után
| H   | Versenyzők       | Pont | H   | Konstruktőrök         | Pont |
| --- | ---------------- | ---- | --- | --------------------- | ---- |
| 1.  | Lewis Hamilton   | 307  | 1.  | Mercedes              | 504  |
| 2.  | Valtteri Bottas  | 197  | 2.  | Red Bull-Honda        | 240  |
| 3.  | Max Verstappen   | 170  | 3.  | Racing Point-Mercedes | 154  |
| 4.  | Sergio Pérez     | 100  | 4.  | McLaren-Renault       | 149  |
| 5.  | Charles Leclerc  | 97   | 5.  | Renault               | 136  |
| 6.  | Daniel Ricciardo | 96   | 6.  | Ferrari               | 130  |
| 7.  | Carlos Sainz Jr. | 75   | 7.  | AlphaTauri-Honda      | 89   |
| 8.  | Lando Norris     | 74   | 8.  | Alfa Romeo-Ferrari    | 8    |
| 9.  | Alexander Albon  | 70   | 9.  | Haas-Ferrari          | 3    |
| 10. | Pierre Gasly     | 63   | 10. | Williams-Mercedes     | 0    |

(A teljes táblázat)

## Statisztikák
- Vezető helyen:
  - Lance Stroll: 32 kör (1-9 és 13-35)
  - Sergio Pérez: 2 kör (10 és 36)
  - Max Verstappen: 1 kör (11)
  - Alexander Albon: 1 kör (12)
  - Lewis Hamilton: 22 kör (37-58)
- Lance Stroll 1. pole-pozíciója.
- Lando Norris 2. versenyben futott leggyorsabb köre.
- Lewis Hamilton 94. futamgyőzelme.
- A Racing Point csapat 1. pole-pozíciója.
- A Mercedes 114. futamgyőzelme.
- Lewis Hamilton 163., Sergio Pérez 9., Sebastian Vettel 121. dobogós helyezése.
- Lewis Hamilton ezen a futamon megszerezte a 2020-as egyéni világbajnoki címet. Ezzel sorozatban (2017 óta) 4., összességében pedig 7. egyéni világbajnoki címét szerezte, amellyel beállította Michael Schumacher vonatkozó rekordját.[3]
- Stroll Jacques Villeneuve 1997-es rajtelsősége óta az első kanadai Formula–1-es versenyző, aki pole-pozícióból rajtolhatott.[8]